# Cyrtaulon sigsbeei
Cyrtaulon sigsbeei är en svampdjursart som först beskrevs av Schmidt 1880.  Cyrtaulon sigsbeei ingår i släktet Cyrtaulon och familjen Tretodictyidae.
Artens utbredningsområde är Karibiska havet. Inga underarter finns listade i Catalogue of Life.